# Чемериси-Барські
Чемериси-Барські — село в Україні, у Барській міській громаді Жмеринського району Вінницької області.
Село розташоване на правому березі річки Рів. Назва походить від народу чемериси, які переселились із території Поволжя.

## Історія
"Чемериси Волоські — село Могилівського повіту Подільської губ. Час заснування села невідомий; воно виникло, ймовірно, у першій половині XVI ст., коли королева Бона, що володіла Барським староством, переслила сюди з Волині колонію чемерисів, заснувавши м. Чемериський Бар (нині Чемериси-Барські). Походження цих чемерисів ще нез'ясовано; можна припустити, що це були нащадки кабардинців, переселених Вітовтом з П'ятигорська й розміщених у різних місцевостях Південно-Західної Русі… На початку XVII ст. унаслідок татарських набігів село стало зовсім безлюдним. На початку XVIIІ ст. воно було знову заселене вихідцями з Молдавії, з яких влада намагалася організувати військові поселення для охорони краю від гайдамаків. Від імені нових поселенців село одержало назву Чемериси Волоські на відміну від назви старого міста Чемериського Бару, що перетворилося на передмістя міста Бару під назвою Чемериси Барські. У 1726—1730 рр. у Чемерисах Волоських згадується церква. У 1766 р. стара церква була зліквідована і замість неї парафіяни збудували нову — Свято-Михайлівську, дерев'яну, триверху... "
12 червня 2020 року, відповідно до Розпорядження Кабінету Міністрів України № 707-р «Про визначення адміністративних центрів та затвердження територій територіальних громад Вінницької області», увійшло до складу Барської міської громади.
19 липня 2020 року, в результаті адміністративно-територіальної реформи та ліквідації Барського району, село увійшло до складу Жмеринського району.

## Населення

### Мова
Розподіл населення за рідною мовою за даними перепису 2001 року:
| Мова       | Відсоток |
| ---------- | -------- |
| українська | 98,37 %  |
| російська  | 1,20 %   |
| польська   | 0,43 %   |

## Кулінарія
В селі було відшукано стародавній рецепт голубців часів Бони Сфорца. У 1518 році польський король Сигізмунд I Старий обрав собі у дружину італійську герцогиню Бону Сфорцу. Сигізмунд побачив портрет італійки і не міг більше думати ні про що більше. Як йому вдалося отримати її прихильність, історія замовчує, але Бона точно полюбила Поділля, тому вирішила заснувати там місто Бар і назвала його на честь рідного Барі. Проте для витонченої герцогині, яка раніше дотримувалася середземноморської дієти, польська кухня здавалася занадто важкою та жирною. Тому рецепти, які вона привезла з Італії, інтегрувала у місцеві традиції, а локальні страви трохи перероблювала під свій смак. Так Бона створила власну технологію приготування голубців — в глиняному глечику в печі.

## Відомі люди
- Герчогло Богдан Валерійович (4 червня 1992 — 7 липня 2023) — учасник російсько-української війни[5].
- Мала Діана Леонідівна — акторка і кіноакторка, заслужена артистка України.
- Ординський Леонід Іванович — солдат 95-ї окремої аеромобільної бригади, загинув 28 червня 2014 під час російсько-української війни, у боях за Слов'янськ.
- Юзвенко Андрій Миколайович (1994 — 19 вересня 2024) — учасник російсько-української війни[6].